# 韋厄拉 (紐約州)
韋厄拉（英語：Viola）是位於美國紐約州羅克蘭縣的普查規定居民點。

## 人口
根據2020年美國人口普查的數據，韋厄拉的面積為7.16平方千米，皆為陸地。當地共有人口8208人，而人口密度為每平方千米1,146.37人。